# Joule seconde
Pour les articles homonymes, voir Joule et Seconde.
Le joule seconde est l'unité d'action du Système international. Il est relié aux unités de base par l'identité :
1 J s = 1 kg m2/s.
Le joule seconde est parfois qualifié de joule par hertz (J/Hz).
En physique classique, le joule seconde, unité d'action (produit d'une énergie par un temps, ou d'une quantité de mouvement par une longueur) est à distinguer du kg m2 rad/s (unité de moment cinétique).
En physique quantique, le joule seconde est à la fois l'unité d'action et l'unité de moment cinétique. Le quantum d'action ou de moment cinétique est la constante de Planck réduite, {\displaystyle \hbar } (environ 1,054 571 817 × 10−34 J s).